# Peggy March

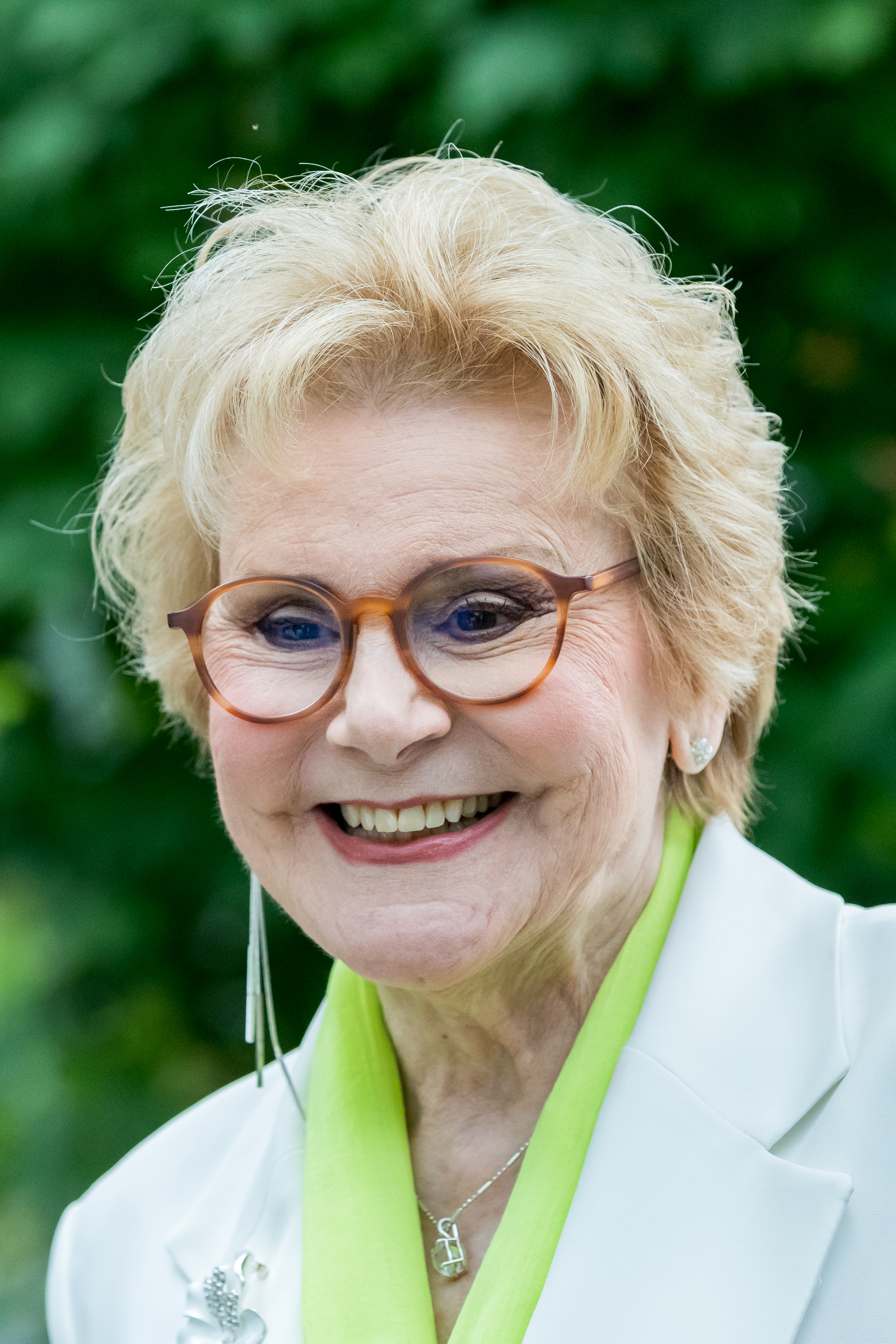
Peggy March (2024)

Peggy March (* 8. März 1948 in Lansdale, Montgomery County, Pennsylvania, als Margaret Annemarie Battavio) ist eine US-amerikanische Pop- und Schlagersängerin sowie Liedtexterin. In den USA wurde sie 1963 durch ihren Nummer-eins-Hit I Will Follow Him berühmt. In den 1960er und 1970er Jahren war sie in Deutschland als Schlagersängerin mit Liedern wie Mit 17 hat man noch Träume oder In der Carnaby Street erfolgreich.

## Biografie

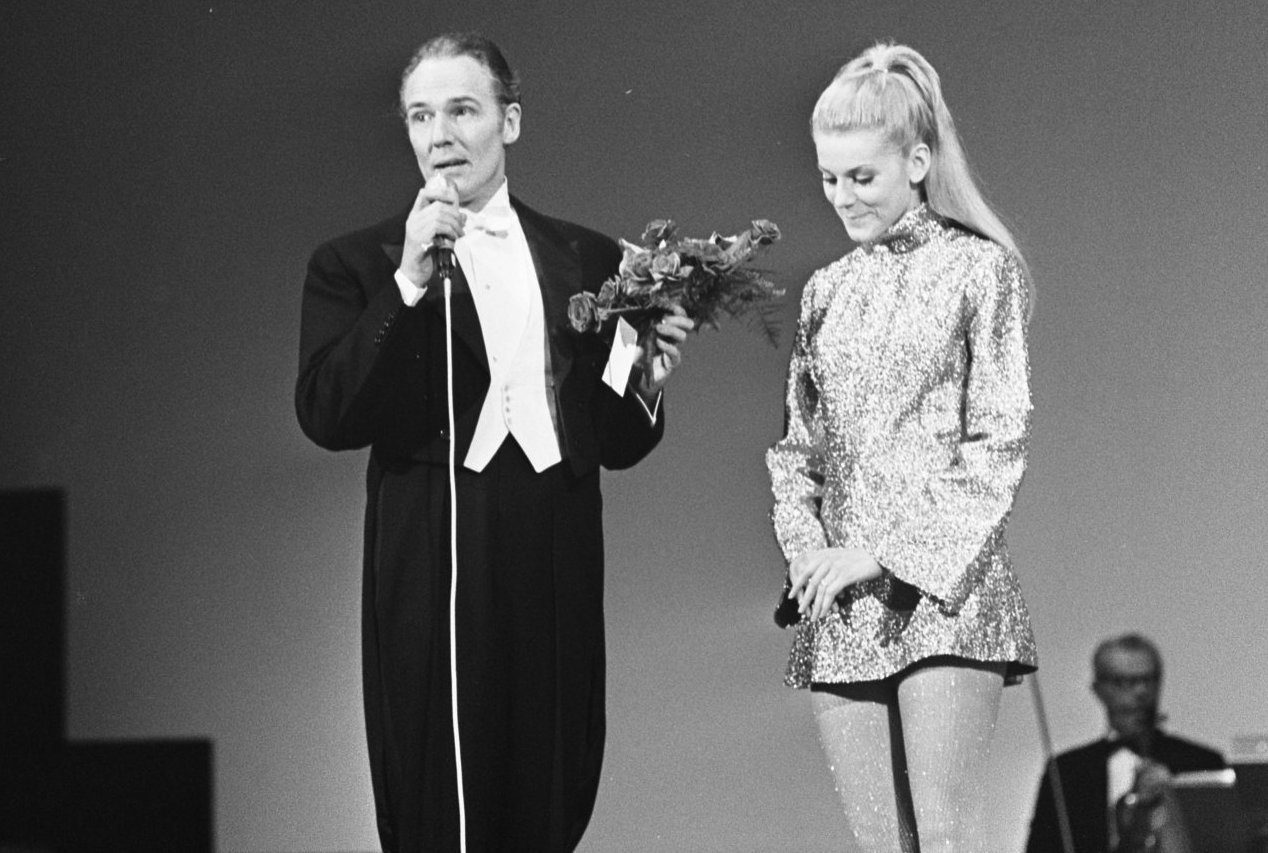
Guus Oster mit Peggy March, 1969

Nach einer Ausbildung in Gesang, Tanz und Schauspiel hatte „Little Peggy March“, wie sich die Künstlerin seinerzeit nannte, 1963 als 15-Jährige mit dem Musiktitel I Will Follow Him Erfolg. Das Lied, eine neue Version des Petula-Clark-Titels Chariot, wurde auf Anhieb Nummer eins in der US-Hitparade. March war damit die jüngste Sängerin, der das bis dahin gelungen war. Diesen Rekord hält March bis heute. Der Song erreichte Top-10-Notierungen weltweit, wurde Nummer 1 in Neuseeland, Australien, Japan und Skandinavien und erhielt eine Grammy-Nominierung. Bis 1964 landete Peggy March insgesamt fünf Hits in den US-Top 100.
Wenig später kam sie nach Westdeutschland und siegte 1965 bei den Deutschen Schlager-Festspielen in Baden-Baden mit dem Lied Mit 17 hat man noch Träume (Musik und Text: Heinz Korn). Sie sang Lieder in neun verschiedenen Sprachen und reiste auf Tourneen durch die ganze Welt, unter anderem 33 Mal nach Japan. 
Außerdem spielte March in mehreren Musikspielfilmen mit. 1968 erhielt sie den bronzenen Otto der deutschen Jugendzeitschrift Bravo, 1969 trat sie beim Grand Prix RTL International mit dem Lied Mister Giacomo Puccini auf.
Ebenfalls 1969 nahm March – wie ihre beiden Mitstreiter Rex Gildo und Siw Malmkvist – mit drei Titeln am deutschen Vorentscheid zum Grand Prix Eurovision de la Chanson (Eurovision Song Contest) teil. In der ersten Runde wurde dem Titel Hey der Vorzug vor Karussell meiner Liebe und Aber die Liebe bleibt bestehen gegeben, sodass dieser Titel die Finalrunde erreichte, wo er auf dem zweiten Platz landete. 1975 kehrte sie zur Vorentscheidung zurück und belegte mit dem von Ralph Siegel komponierten Lied Alles geht vorüber erneut den zweiten Platz.
Zu Peggy Marchs bekanntesten Hits zählen neben Mit 17 hat man noch Träume insbesondere Romeo und Julia und Memories of Heidelberg; weitere Titel siehe unten. Neben zahlreichen Singles nahm March seit 1965 mehrere deutschsprachige LPs auf, darunter Meine Welt und Mein Lied für Peggy (beide 1970). March zählte zu den wenigen westlichen Stars, die auch in der DDR Tonträger veröffentlichten (im Jahr 1974 Meine Welt, im Gegensatz zur Original-LP eine Zusammenstellung der größten Hits auf Audiokassette). March unternahm auch eine Tournee durch die DDR.
1977 gewann March mit deutlichem Vorsprung das Musikfestival in Palma mit dem Lied You and I und trat als Stargast beim Internationalen Liederfestival in Sopot auf. Danach gelang ihr mit Fly Away Pretty Flamingo (aus der Feder von Drafi Deutscher) noch einmal ein kommerzieller Erfolg in Deutschland. Im selben Jahr brachte sie nach langer Pause auch wieder ein reines Popalbum in englischer Sprache, Electrifying, heraus, das unter anderem eine Disco-Version von I Will Follow Him enthielt, jedoch keine nennenswerte Aufmerksamkeit erreichte.
Später verlegte sie sich auf das Texten von Liedern und war Mitautorin eines europaweiten Hits für Audrey Landers (Manuel Good-bye, 1983). 1984 landete sie einen großen Erfolg mit When the Rain Begins to Fall in der Interpretation von Pia Zadora und Jermaine Jackson. Beide Titel erreichten europaweit die Spitze der Charts, March erhielt Gold- und Platinauszeichnungen als Texterin.
March gelang Anfang der 1990er Jahre ein bescheidenes Comeback als Sängerin im Deutschland. Auch in den USA wurde sie wiederentdeckt, insbesondere mit I Will Follow Him. Das Lied bescherte ihr Ende der 1980er Jahre einen Gastauftritt in der amerikanischen TV-Soap Throb und wurde 1992 für den Kinoerfolg Sister Act von Whoopi Goldberg neu interpretiert.
2007 erschien zunächst in den USA, dann auch in Deutschland die CD Get Happy mit American Standards und Jazzaufnahmen. Mit diesen Titeln gab sie in den USA auch Konzerte. 2008 versuchte March ein erneutes Comeback in Deutschland. Das Doppelalbum Meine Liebe ist stark genug – Meine großen Erfolge stellte sie in diversen Fernsehsendungen vor, der Titelsong konnte sich in den Schlagercharts platzieren. 2010 präsentierte sie im Duett mit Andreas Zaron eine aktuelle eigene Version des von ihr getexteten When the Rain Begins to Fall.
2012 erschien ihr englischsprachiges Album Always and Forever in Deutschland, Österreich und der Schweiz. 2019 veröffentlichte sie ihr deutschsprachiges Album Man ist nie zu alt für Träume in Deutschland, Österreich und der Schweiz.

## Privat
Sie heiratete am 19. Mai 1968 ihren zweiten Manager Arnold „Arnie“ Harris, mit dem sie 45 Jahre lang verheiratet war. Sie lernte ihn kennen, als sie 19 Jahre alt war. Harris starb im Frühjahr 2013 an Lymphdrüsenkrebs. Das Paar lebte von 1969 bis 1981 in München, wo 1974 ihre gemeinsame Tochter Sande-Ann „Sandy“ zur Welt kam. 1981 zog Peggy March mit ihrem Ehemann und ihrer Tochter Sande zurück nach Amerika, da Sande ihre Schulausbildung in den USA absolvieren sollte. Mit ihrer Tochter nahm Peggy March eine Schallplatte auf. Später versuchte sich die Tochter als Schauspielerin in Los Angeles und ließ sich, da sie mit der Schauspielerei nicht glücklich wurde, zur Tierarzthelferin ausbilden. Bereits in den 1970er Jahren hatte das Ehepaar in Fort Lauderdale ein Haus gekauft, dort jedoch nie allzu viel Zeit verbracht. Seit 1999 lebt March durchgehend in Florida und kommt noch oft für Auftritte und längere Aufenthalte nach Deutschland. Fünf Jahre nach dem Tod ihres Ehemanns zog March in ein kleineres Haus in Fort Lauderdale. Ihren 75. Geburtstag feierte sie in München. Wenn sie zu Besuch in Deutschland ist, übernachtet sie zum Beispiel bei ihrer Freundin und Kollegin Mary Roos.

## Diskografie
Hinweis: In Deutschland wurden die Singlecharts bis 1964 monatlich, bis 1970 halbmonatlich und anschließend wöchentlich ermittelt. Die Albumcharts wurden bis 1976 monatlich, von Januar 1977 bis August 1978 halbmonatlich und danach wöchentlich ermittelt.

### Studioalben
| Jahr | Titel             | Höchstplatzierung, Gesamtwochen, AuszeichnungChartsChartplatzierungen (Jahr, Titel, Platzierungen, Wochen, Auszeichnungen, Anmerkungen) | Anmerkungen            |
| Jahr | Titel             | US | Anmerkungen            |
| ---- | ----------------- | --- | ---------------------- |
| 1963 | I Will Follow Him | US139 (3 Wo.)US | als Little Peggy March |

| - 1966: Little Peggy March (Italien-Produktion u. a. Ennio Morricone) - 1965: In Our Fashion (mit Bennie Thomas) - 1965: Tagebuch einer 17-jährigen - 1966: Amor (mit Los Cruceños Y Ritmo) - 1966: Lass mir meine Träume - 1967: Hello Boys! - 1968: No Foolin’ - 1969: Around The World (Japan-Produktion) - 1969: Hey, das ist Musik für dich - 1970: Mein Lied für Peggy - 1970: Meine Welt - 1971: Love Story (Japan-Produktion) - 1972: Lady Music (Doppel-LP) - 1973: Für Dich | - 1975: Männer - 1976: Costa Brava - 1978: Fly Away Pretty Flamingo - 1979: Electrifying - 1991: Memories Of Heidelberg (Neuaufnahmen früherer Erfolgstitel) - 1993: Alle Frauen wollen nur das Eine… - 1995: Die Freiheit, Frau zu sein - 1997: Eine Handvoll Paradies - 1997: Meilensteine (Best-Of-CD inkl. drei Neuproduktionen) - 2005: Get Happy - 2008: Meine Liebe ist stark genug (Best-Of-CD inkl. fünf Neuproduktionen) - 2010: Always And Forever - 2019: Man ist nie zu alt für Träume |

Mitwirkung
- 1977: Stars & Schlager aus Musik ist Trumpf (Titel Hollandmädel)
- 1978: Stars & Schlager aus Musik ist Trumpf (Neuaufnahme von In der Carnaby Street)
- 1978: Südfunk-Rhythmus (Titel Lach dem Regen ins Gesicht, Doppel-LP des Süddeutschen Rundfunks)
- 1982: 1000 Takte immergrüner Melodien (LP mit Medleys zur gleichnamigen TV-Sendung)
- 1984: Gute Laune mit Musik (Titel Bonjour, Bonjour, Promo-LP zur gleichnamigen TV-Sendung)
- 1988: Das große deutsche Schlagerfestival der 60er Jahre (Neuaufnahme Romeo und Julia, Doppel-LP zur gleichnamigen TV-Sendung)
- 1995: ORF Schlager Karussell Weihnacht (Titel Weihnachten lebt, CD zur gleichnamigen TV-Sendung)
- 1998: His Way - Juhnke singt Sinatra (Duett Was kann ich denn dafür? als deutsche Version von Something Stupid)
- 2019: Schlagerspaß mit Andy Borg (Duett Romeo und Julia, CD zur gleichnamigen TV-Sendung)

### Livealben
- 1972: Peggy March in Kyoto
- 1999(?): Little Peggy March – Live in Concert (Live-Mitschnitt eines Benefiz-Konzerts)

### Werkausgaben
- 1991: Mit 17 hat man noch Träume (Die deutschen RCA-Aufnahmen 1963–1966)
- 1991: Memories of Heidelberg (Die deutschen RCA-Aufnahmen 1966–1969)
- 1996: In der Carnaby Street (Die deutschen DECCA-Aufnahmen 1969–1972)
- 1996: Ich denk’ zurück an die Zeit (Die deutschen DECCA-Aufnahmen 1970–1972)
- 1997: The Very Best Of Little Peggy March (The Essential Singles Collection 1962-1968)
- 2017: If You Loved Me (RCA Recordings Around The World 1963-1969)

### Kompilationen (Auswahl)
- 1969: Die großen Erfolge
- 1972: Die großen Erfolge 2
- 1972: Einmal verliebt – immer verliebt (Club-Sonderauflage)
- 1978: Star-Discothek
- 1986: Boy Crazy! (als Little Peggy March)
- 1996: I Will Follow Him (als Little Peggy March)
- 2025: Mit 17 hat man noch Träume – Die Jubiläums-Edition

### Singles
| Jahr | Titel Album                                                         | Höchstplatzierung, Gesamtwochen/‑monate, AuszeichnungChartplatzierungen (Jahr, Titel, Album, Platzierungen, Wochen/Monate, Auszeichnungen, Anmerkungen) | Höchstplatzierung, Gesamtwochen/‑monate, AuszeichnungChartplatzierungen (Jahr, Titel, Album, Platzierungen, Wochen/Monate, Auszeichnungen, Anmerkungen) | Höchstplatzierung, Gesamtwochen/‑monate, AuszeichnungChartplatzierungen (Jahr, Titel, Album, Platzierungen, Wochen/Monate, Auszeichnungen, Anmerkungen) | Höchstplatzierung, Gesamtwochen/‑monate, AuszeichnungChartplatzierungen (Jahr, Titel, Album, Platzierungen, Wochen/Monate, Auszeichnungen, Anmerkungen) | Höchstplatzierung, Gesamtwochen/‑monate, AuszeichnungChartplatzierungen (Jahr, Titel, Album, Platzierungen, Wochen/Monate, Auszeichnungen, Anmerkungen) | Anmerkungen                                               |
| Jahr | Titel Album                                                         | DE | AT | CH | UK | US | Anmerkungen                                               |
| ---- | ------------------------------------------------------------------- | --- | --- | --- | --- | --- | --------------------------------------------------------- |
| 1963 | I Will Follow Him (Chariot) I Will Follow Him                       | DE6 (7 Mt.)DE | — | — | — | US1 (14 Wo.)US | Erstveröffentlichung: 1. März 1963 als Little Peggy March |
| 1963 | I Wish I Were a Princess I Will Follow Him                          | — | — | — | — | US32 (7 Wo.)US | als Little Peggy March                                    |
| 1963 | Hello Heartache Goodbye Love I Will Follow Him                      | — | — | — | UK29 (7 Wo.)UK | US26 (9 Wo.)US | als Little Peggy March                                    |
| 1963 | The Impossible Happened I Will Follow Him                           | — | — | — | — | US57 (6 Wo.)US | als Little Peggy March                                    |
| 1964 | (I’m Watching) Every Little Move You Make –                         | — | — | — | — | US84 (3 Wo.)US | als Little Peggy March                                    |
| 1964 | Lady Music Tagebuch einer 17-jährigen                               | DE12 (4 Mt.)DE | — | — | — | — | als Little Peggy March                                    |
| 1964 | Wenn der Silbermond Tagebuch einer 17-jährigen                      | DE15 (4 Mt.)DE | — | — | — | — |                                                           |
| 1964 | Hallo Boy Tagebuch einer 17-jährigen                                | DE17 (4½ Mt.)DE | — | — | — | — |                                                           |
| 1964 | Good Bye, Good Bye, Good Bye Tagebuch einer 17-jährigen             | DE8 (3½ Mt.)DE | — | — | — | — |                                                           |
| 1965 | Er schoß mir eine Rose Tagebuch einer 17-jährigen                   | DE23 (1½ Mt.)DE | — | — | — | — |                                                           |
| 1965 | Mit 17 hat man noch Träume Laß mir meine Träume                     | DE2 (3½ Mt.)DE | AT7 (4 Wo.)AT | — | — | — | Erstveröffentlichung: Juni 1965                           |
| 1965 | Die schönen Stunden gehen schnell vorbei Tagebuch einer 17-jährigen | DE25 (2 Mt.)DE | — | — | — | — |                                                           |
| 1966 | Hundert Jahre und noch mehr Laß mir meine Träume                    | DE18 (3 Mt.)DE | — | — | — | — |                                                           |
| 1966 | Sweetheart, schenk mir einen Ring Laß mir meine Träume              | DE40 (½ Mt.)DE | — | — | — | — |                                                           |
| 1967 | Memories of Heidelberg Hello Boys!                                  | DE5 (4½ Mt.)DE | AT7 (12 Wo.)AT | — | — | — | Erstveröffentlichung: Februar 1967                        |
| 1967 | Romeo und Julia Hello Boys!                                         | DE4 Gold · (5½ Mt.)DE | AT4 (20 Wo.)AT | CH5 (3 Wo.)CH | — | — | Erstveröffentlichung: August 1867 Verkäufe: + 500.000     |
| 1967 | Telegramm aus Tennessee Hello Boys!                                 | DE15 (2½ Mt.)DE | AT11 (8 Wo.)AT | — | — | — |                                                           |
| 1968 | Canale Grande Number One Hello Boys!                                | DE18 (2½ Mt.)DE | AT12 (12 Wo.)AT | — | — | — |                                                           |
| 1968 | Das ist Musik für mich Hello Boys!                                  | DE21 (1½ Mt.)DE | — | — | — | — |                                                           |
| 1968 | Mississippi Shuffle Boat Memories of Heidelberg                     | DE30 (1½ Mt.)DE | — | — | — | — |                                                           |
| 1968 | Yesterday Waltz Memories of Heidelberg                              | DE37 (½ Mt.)DE | — | — | — | — |                                                           |
| 1969 | Hey Memories of Heidelberg                                          | DE29 (1½ Mt.)DE | — | — | — | — |                                                           |
| 1969 | Bahama Lullaby Memories of Heidelberg                               | DE13 (1 Mt.)DE | — | — | — | — |                                                           |
| 1969 | In der Carnaby Street Einmal verliebt – immer verliebt              | DE16 (3½ Mt.)DE | — | — | — | — |                                                           |
| 1969 | Mister Giacomo Puccini Memories of Heidelberg                       | DE33 (1 Mt.)DE | — | — | — | — |                                                           |
| 1970 | Die Maschen der Männer Puppe mit dem goldenen Haar                  | DE29 (½ Mt.)DE | — | — | — | — | Erstveröffentlichung: Juli 1970                           |
| 1970 | Einmal verliebt – immer verliebt Doktor (Mein Herz macht na-na-na)  | DE23 (21 Wo.)DE | — | — | — | — | Erstveröffentlichung: November 1970                       |
| 1971 | Sing, wenn du glücklich bist Ich denk’ zurück an die Zeit           | DE35 (4 Wo.)DE | — | — | — | — | Erstveröffentlichung: Juni 1971                           |
| 1972 | Ich weiß, ich verlieb’ mich noch heute in dich –                    | DE38 (2 Wo.)DE | — | — | — | — | Erstveröffentlichung: Januar 1972                         |
| 1972 | Es ist schwer, dich zu vergessen Für dich                           | DE30 (2 Wo.)DE | — | — | — | — | Erstveröffentlichung: Mai 1972                            |
| 1975 | Du, mach mich nicht an Costa Brava                                  | DE47 (1 Wo.)DE | — | — | — | — |                                                           |
| 1977 | Fly Away Pretty Flamingo                                            | DE15 (14 Wo.)DE | — | — | — | — | Erstveröffentlichung: August 1977                         |

grau schraffiert: keine Chartdaten aus diesem Jahr verfügbar
Weitere Singles (Auswahl)
- 1963: Te ne vai / Così (als Little Peggy March)
- 1963: Pagan Love Song (als Little Peggy March)
- 1963: The Impossible Happened (als Little Peggy March)
- 1963: After You (als Little Peggy March)
- 1964: Passo su passo (als Little Peggy March)
- 1964: Gli occhi tuoi sono blu / Eh, Bravo
- 1964: Watch What You Do with My Baby
- 1965: Sechs Tage lang
- 1965: Let Her Go
- 1965: Losin' My Touch
- 1965: Quand on a Que Dix-Sept Ans
- 1965: Kilindini Docks
- 1966: Male nicht den Teufel an die Wand
- 1966: Spar Dir Deine Dollar
- 1966: Running Scared
- 1966: Fool, Fool, Fool (Look in the Mirror)
- 1967: Let Me Down Hard
- 1967: Your Good Girl’s Gonna Go Bad
- 1967: How Can I Tell Him?
- 1967: Foolin’ Around
- 1967: Das Glück Läßt Sich Zeit
- 1968: I’ve Been Here Before
- 1968: If You Loved Me (Soul Coaxing – Ame Caline)
- 1968: Try to See It My Way
- 1968: Roses on the Sea
- 1969: Boom Bang-A-Bang
- 1969: Die Sonne kommt ja wieder
- 1969: Happy End im Hofbräuhaus
- 1969: Che figura ci farei
- 1969: Ein Zigeuner ohne Geige
- 1970: Vor dem Buckingham-Palast
- 1970: Carmen aus Sevilla
- 1971: Hallo Partner – danke schön
- 1972: Sonne und Wein
- 1973: Das sind die Träume, die man so träumt
- 1973: Berlin, Berlin
- 1973: Und dann will es keiner gewesen sein
- 1974: Alles geht vorüber
- 1974: Muß i denn zum Städtele hinaus
- 1974: Sommerliebe Good-Bye
- 1975: Weiße Windmühlen dreh’n sich im Wind
- 1975: Du, mach mich nicht an
- 1976: Happy Birthday, America!
- 1976: Costa Brava
- 1977: Wenn schon, denn schon
- 1978: (I Wonna Be) Somebody’s Baby
- 1978: Oklahoma Bay
- 1978: Average People
- 1979: I Love Making Love to You
- 1980: Dreh die Uhr zurück zum Anfang
- 1980: Dann ist es Liebe
- 1986: Where Did Our Love Go
- 1993: Du hast noch fünf Minuten Zeit
- 1993: Alle Frauen wollen nur das Eine…
- 1993: Küssen ist nicht erlaubt
- 1994: Aus purer Sehnsucht
- 1995: Nur du bist für immer…
- 1995: Bald
- 1995: Viel zu nah am Himmel
- 1996: Und auf einmal ist er frei
- 1997: Wir werden uns erkennen
- 2012: My Christmas Wish (mit José Hoebee)
- 2019: Ob mit 17 oder mit 70
- 2021: Dass jeder Tag zählt
- 2022: Die Frau in meinem Spiegel
- 2024: Es ist, wie es ist

## Filmografie

### Kino
- 1964: Holiday in St. Tropez
- 1964: Die lustigen Weiber von Tirol
- 1965: Das Spukschloß im Salzkammergut
- 1965: Ein Ferienbett mit 100 PS
- 1965: Tausend Takte Übermut
- 1965: Ich kauf mir lieber einen Tirolerhut
- 1966: Das sündige Dorf
- 1971: Das haut den stärksten Zwilling um
- 1972: Heute hau’n wir auf die Pauke

### Fernsehen (Auswahl)
- 1979: Flotte Formen - Kesse Kurven
- 1987: Vicki (Fernsehserie, 1 Folge)
- 1989: Throb (Fernsehserie, 1 Folge)

## Publikationen
- Peggy March – I will follow me: wie ich anfing, ich selbst zu sein mit Nina Faecke, Marie von Mallwitz Verlag, München 2023, ISBN 978-3-946297-27-7.